# Huaridelphis
Huaridelphis — вимерлий рід платаністуватих (Platanistoidea) з раннього міоцену. Типовим видом є H. raimondii, знайдений у формації Чилкатай басейну Піско.

## Етимологія
Назва роду походить від назви народу Уарі, стародавньої культури Перу і від латинського слова delphis — «дельфін». Видову назву було обрано на честь Антоніо Раймонді, італійського географа і першої людини, яка виявила скам’янілі останки китів у Перу.

## Середовище проживання
Зразки датуються раннім міоценом. Знайдено екземпляри разом зі скам'янілими рештками Isurus desori та Carcharocles chubutensis (двох видів акул), а також вусатих китів, Teleostei та морських черепах. Поранення, ймовірно, від акул, були помічені щонайменше на двох скам'янілостей.